# Cửa khẩu Nậm Lạnh
Cửa khẩu Nậm Lạnh là cửa khẩu tại vùng đất bản Cang Kéo xã Nậm Lạnh huyện Sốp Cộp tỉnh Sơn La, Việt Nam.
Cửa khẩu Nậm Lạnh thông thương với cửa khẩu Muang Peu (Mường Pợ) 20°49′09″B 103°28′25″Đ / 20,819276°B 103,473675°Đ muang Xon tỉnh Houaphan (Hủa Phăn), CHDCND Lào.
Cặp cửa khẩu phụ được giới chức hai tỉnh Sơn La và Hủa Phăn CHDCND Lào khai trương ngày 9/7/2019, với mục tiêu tạo điều kiện thuận lợi cho nhân dân hai nước trao đổi kinh tế văn hóa nói chung, và đối với hai huyện Sốp Cộp - Muang Xon nói riêng..
Cửa khẩu Nậm Lạnh cách thị trấn huyện lỵ Sốp Cộp 20°56′15″B 103°36′00″Đ / 20,937623°B 103,600069°Đ cỡ 31 km hướng tây nam theo Đường tỉnh 105.